# Општина Михаешти (Арђеш)
Михаешти (рум. Mihăeşti) општина је у Румунији у округу Арђеш.
Oпштина се налази на надморској висини од 420 m.